# Dollrottfeld
Dollrottfeld település Németországban, Schleswig-Holstein tartományban. Lakosainak száma 253 fő (2014. január 2.). Dollrottfeld Scheggerott és Rabenkirchen-Faulück községekkel határos.

## Népesség
A település népességének változása:

| 1975 | 251 |
| 2014 | 253 |